# Bokutredningen
Bokutredningen var en svensk utredning vid 1900-talets mitt.

## Bakgrund
Vid Sveriges författareförenings årsstämma 1933 väckte Ragnar Holmström en motion som gällde att svenska författare borde få ekonomisk ersättning när deras böcker lånades på biblioteken. Detta var en fråga som redan debatterats livligt - framförallt i Danmark. Nordiska författarrådet hade till exempel några år tidigare hävdat att biblioteksutlåningen innebar ett rättsligt övergrepp på författarna. Författarföreningen ansåg att en ersättning borde gå till författarna när den svenska befolkningen gratis kunde låna deras alster. Man ansåg vidare att gratis utlåning på biblioteken kunde leda till minskade försäljningssiffror i bokhandeln. Dock hände inget konkret i denna fråga trots upprepade framställningar hos Ecklesiastikdepartementet under 1930- och 1940-talen. 
1947 avhölls i Linköping en författarkongress där denna fråga än en gång dök upp. Danmark och Norge hade då löst biblioteksfrågan i sina länder genom upprättandet av en statlig författarfond där staten årligen betalade en summa till författarna baserade på bibliotekens bokinköp. Henry Peter Matthis ansåg att detta också borde införas i Sverige. Återigen inlämnades en skrivelse till Ecklesiastikdepartementet som dock inte reagerade på förslaget, i varje fall inte omedelbart. Samtidigt hade flera motioner i riksdagen tagit upp problemet med biblioteksersättningen. 
Sommaren 1948 bildades dock en kommitté som skulle utreda författarnas ekonomiska situation. Biblioteksfrågan blev naturligtvis en viktig bit i detta arbete. Kommittén kom att benämnas Bokutredningen. Denna skulle dock framför allt behandla förlagsfrågor, distributionsproblem, bokpriser men naturligtvis också ersättning till författarna vid biblioteksutlåning.

## Bokutredningens medlemmar
Bokutredningens ordförande var Ragnar Edenman
Övriga medlemmar var
- Carl-Emil Englund representent för Författarföreningen
- Kaj Bonnier representent för bokförläggarna
- Gunnar Josephson representent för bokhandlarna
- Maj Larsson representerade Svenska Landsbygdens Studieförbund
- Gösta Svensson representerade fackförbundspressen
- Oscar Hallbeck representerade Arbetarnas Bildningsförbund
- Evald Joahannesson var socialdemokratisk riksdagsledamot
- Gösta Forsström som fungerade som sekreterare i bokutredningen

Carl Emil Englund utsågs av Författarföreningen då han genom sitt arbete i Boklotteriet och Bokförmedlingen hade en unik inblick i författarnas ekonomiska situation.

## Bokutredningens betänkande
Hösten 1952 var Bokutredningen klar med sitt arbete i och med betänkandet SOU 1952:23. Bokutredningen föreslog olika ersättningsnivåer till författarna vid biblioteksutlåning. 1 öre per lån som skulle ge 274 000 kronor, 2,5 öre per lån som skulle ge 685 000 kronor och 5 öre per lån som skulle ge 1 370 000 kronor. Kring dessa örestal kom nu striden att stå från författarnas sida.
Anslagets storlek beräknades per boklån från biblioteken. Detta kallades grundmultipeln. För storleken av denna grundmultipel se ovan. Totalbeloppet delades sedan i två delar: den ena var en individuell ersättning (författarpenningen) och den andra delen fördelades som stipendier, pension etc. Den senare delen kunde författarna söka. 
Förslaget gick därefter ut på remiss.

## Författarfonden
1954 fastslog regeringen biblioteksersättningens grundmultipel till 3 öre per lån och författarpenningen till 2 öre upp till de 50 000 första lånen, därefter 1 öre. 
Efter riksdagsbeslut bildades Sveriges författarfond som skulle handha de medel som kom in via bibliotekslånen. I dess styrelse ingick 
- Erik Hedfelt ordförande i Författarfonden, regeringsråd
- Bengt Hjelmqvist byrådirektör och chef för bibliotekstillsynen inom SÖ
- Maj Larsson tidigare i Bokutredningen och folkbildare inom SLS - numera SV
- personliga suppleanter för dessa var riksbibliotekarie Uno Willers, professor Henry Olsson och stadsbibliotekarien Inger Heintze

- Stellan Arvidson Sveriges författareförenings ordförande
- Carl Emil Englund medlem av styrelsen för Sveriges författareförening
- personliga suppleanter för dessa var
- Gunnar Widegren vice ordförande för Sveriges författareförening
- Jan Gehlin, medlem av styrelsen för Sveriges författareförening

- Elis Håstad Minerva med personlig suppleant Tom Söderberg
- Ulf von Konow Minerva med personlig suppleant Per Collinder

- Harald Victorin från Sveriges Ungdomsförfattarförening SUF med personlig suppleant Karl Otto Zamore
- Kjerstin Göransson-Ljungman från SUF med personlig suppleant Gertrud Zetterholm

- Gösta Forsström som fungerade som Författarfondens sekreterare

Styrelsen sammanträdde för första gången den 29 oktober 1954.